# Filmfest München 2025
Das 42. Filmfest München fand vom 27. Juni bis zum 6. Juli 2025 in Münchner Kinos statt. Es wurden 164 Filme aus 54 Ländern gezeigt.

## Allgemein
Der Eröffnungsfilm war The Ballad of Wallis Island. Die Schauspielerin Gillian Anderson erhielt für ihr Lebenswerk den CineMerit Award. Beim Festival war sie im Spielfilm Der Salzpfad zu sehen.
Mit dem Museum Brandhorst fand eine Kooperation zur Ausstellung „Fünf Freunde: John Cage, Merce Cunningham, Jasper Johns, Robert Rauschenberg, Cy Twombly“ statt. An zwei Terminen wurde eine Reihe von Kurzfilmen gezeigt.

## Wettbewerb Cinecopro
Der Wettbewerb wurde von der FFF Bayern finanziert und war mit 100.000 Euro dotiert. Nominiert waren internationale Produktionen mit deutscher Beteiligung, die durch eine dreiköpfige Jury beurteilt wurden.
- Un poeta, Regie: Simón Mesa Soto
  - Sentimental Value, Regie: Joachim Trier
  - Comandante Fritz, Regie: Pavel Giroud
  - La città di pianura, Regie: Francesco Sossai
  - Leonora im Morgenlicht, Regie: Thor Klein, Lena Vurma
  - Zweitland, Regie: Michael Kofler
  - American Sweatshop, Regie: Uta Briesewitz
  - El aroma del pasto recién cortado, Regie: Celina Murga
  - Germaine Acogny – Die Essenz des Tanzes, Regie: Greta-Marie Becker
  - Stiller, Regie: Stefan Haupt
  - Bonjour Tristesse, Regie: Durga Chew-Bose

## Wettbewerb Cinemasters
Der Preis des Wettbewerbs betrug 15.000 Euro und wurde von den Dorint Hotels & Resorts gestiftet. Eine dreiköpfige Jury beurteilte die Nominierten.
- Kika, Regie: Alexe Poukine
  - Yes, Regie: Nadav Lapid
  - Aïcha, Regie: Mehdi M. Barsaoui
  - Militantropos, Regie: Yelizaveta Smith, Alina Horlowa, Simon Mozgovyi
  - In die Sonne schauen, Regie: Mascha Schilinski, Louise Peter
  - Perla, Regie: Alexandra Makarová
  - Wenn der Herbst naht, Regie: François Ozon
  - Nouvelle Vague, Regie: Richard Linklater
  - Hard Truths, Regie: Mike Leigh
  - Promis le ciel, Regie: Erige Shiri
  - The Exposure, Regie: Thomas Imbach
  - Magalhães, Regie: Lav Diaz
  - The Baltimorons, Regie: Jay Duplass
  - Sirāt, Regie: Óliver Laxe

## Wettbewerb Cinevision
In diesem Wettbewerb wurden internationale Debütfilme gezeigt. Der Preis war mit 10.000 Euro dotiert und wurde von Adobe gestiftet.
- Al oeste, en zapata, Regie: David Bim
  - Hani, Regie: Dasheng Hou
  - Don’t Cry Butterfly, Regie: Dương Diệu Linh
  - Outerlands, Regie: Elena Oxman
  - Fenómenos naturales, Regie: Marcos Díaz Sosa
  - Wind, Talk to Me, Regie: Stefan Djordjević
  - Winter in Sokcho, Regie: Koya Kumra
  - Pinch, Regie: Uttera Singh
  - My Uncle Jens, Regie: Brwa Vahabpour
  - Nur für einen Tag, Regie: Amélie Bonnin
  - Ciudad sin sueño, Regie: Guillermo Galoe
  - Urchin, Regie: Harris Dickinson
  - Bunnylovr, Regie: Katarina Zhu
  - Brides, Regie: Nadia Fall

## Wettbewerb Cinerebels
Im Wettbewerb waren laut Festival radikale Filme nominiert. Der Preis war mit 15.000 Euro dotiert und wurde von Audi gestiftet.
- Okamoto, Regie: Soujiro Sanada
  - Zafari, Regie: Mariana Rondón
  - Cyclone, Regie: Flávia Castro
  - Obex, Regie: Albert Birney
  - Pavements, Regie: Alex Ross Perry
  - Mistress Dispeller, Regie: Elizabeth Lo
  - Show Me The Pain of The World, Regie: Tjaša Kosar, Marc Steck
  - Morlaix, Regie: Jaime Rosales
  - Uma baleia pode ser dilacerada como uma escola de samba, Regie: Marina Mellande, Felipe M. Bragança
  - The Vanishing Point, Regie: Bani Khoshnoudi
  - Phantosmia, Regie: Lav Diaz
  - Un gran casino, Regie: Daniel Hoesl
  - Vittoria, Regie: Casey Kauffmann, Alessandro Cassigoli
  - O riso e a faca, Regie: Pedro Pinho

## Neues Deutsches Kino
Die Filme der Reihe stammten von Nachwuchsfilmemachern und wurden mit Förderpreisen in den Kategorien Schauspiel, Regie, Drehbuch und Produktion ausgezeichnet. Die Preise wurden von Bavaria Film, BR und DZ Bank gestiftet.
- Sechswochenamt, Regie: Jacqueline Jansen
  - Mädchen Mädchen, Regie: Martina Plura
  - #Schwarzeschafe, Regie: Oliver Rihs
  - Zweigstelle, Regie: Julius Grimm, Auszeichnung mit dem National Audience Award[18]
  - Unterwegs im Namen der Kaiserin, Regie: Jovana Reisinger
  - Holy Meat, Regie: Alison Kuhn
  - Das Glück der Tüchtigen, Regie: Franz Müller
  - Bernd – Operation Germanenkind, Regie: Cornelius Schwalm
  - Born to Fake, Regie: Erec Brehmer, Benjamin Rost
  - Kreator – Hate & Hope, Regie: Cordula Kablitz-Post
  - Bubbles, Regie: Sebastian Husak
  - Rave On, Regie: Niklas Chyssos, Viktor Jakovleski
  - Karla, Regie: Christina Tournatzés
  - Missing*Link, Regie: Michael Baumann
  - Home Entertainment, Regie: Dietrich Brüggemann
  - Danke für nichts, Regie: Stella Marie Markert

Förderpreis Neues Deutsches Kino:
- Regie (30.000 Euro): Christina Tournatzés für Karla[19]
- Produktion (20.000 Euro): Jacqueline Jansen für Sechswochenamt
- Drehbuch (10.000 Euro): Yvonne Görlach für Karla
- Schauspiel (10.000 Euro): Magdalena Laubisch für Sechswochenamt

## Neues Deutsches Fernsehen
In der Reihe wurden die Bernd Burgemeister Fernsehpreise für den besten Film und die beste Serie vergeben. Die Preise waren jeweils mit 25.000 Euro dotiert und wurden von der VFF gestiftet. Die Preisverleihung fand am 29. Juni 2025 im Gloria Filmpalast statt.
Fernsehfilme
- Theken-Cowboys, Regie: Orlando Klaus, Alexander Wipprecht
- Bis es blutet, Regie: Daniel Sager
- Sturm kommt auf, Regie: Matti Geschonneck
- Berühmt sein für Anfänger, Regie: Stefan Bühling
- Das verschwundene Kind, Regie: Sabine Bernardi
- Die Nichte des Polizisten, Regie: Dustin Loose
- Nix ist fix, Regie: Natalie Spinell
- Eine bessere Welt, Regie: Sebastian Hilger

Fernsehserien
- High Stakes, Regie: Marijana Verhoef
- Oktoberfest 1905, Regie: Stephan Lacant
- Euphorie, Regie: Antonia Leyla Schmidt, André Szardenings
- Schattenseite, Regie: Özgür Yıldırım, Alison Kuhn
- Miss Sophie – Same Procedure As Every Year, Regie: Daniel Rakete Siegel, Markus Sehr
- Die Hochzeit, Regie: Jan Georg Schüttle, Sebastian Schultz
- Stabil, Regie: Teresa Fritzi Hoerl, Sinje Köhler
- Naked, Regie: Bettina Oberli

Bernd Burgemeister Fernsehpreis
- Bester Film: Gabriela Sperl und Benjamin Benedict für Die Nichte des Polizisten[22]
- Beste Serie: Michael Souvignier, Till Derenbach und Alexis von Wittgenstein für Oktoberfest 1905

## Spotlight
In der Filmreihe Spotlight wurden nach Festivalangaben „Starkino, Genreperlen und das besondere Kinoerlebnis“ gezeigt.
- Brick, Regie: Philip Koch
- Ausgsting., Regie: Julian Wittmann
- La guitarra flamenca de Yerai Cortés, Regie: Antón Álvarez
- The Ballad of Wallis Island, Regie: James Griffiths
- Together – Unzertrennlich, Regie: Michael Shanks
- Pusher, Regie: Nicolas Winding Refn (Restauration)
- The Last Spy, Regie: Katharina Otto-Bernstein
- Inside, Regie: Charles Williams
- Oxana – Mein Leben für die Freiheit, Regie: Charlène Favier
- Máscaras de oxigênio não cairão automaticamente, Regie: Marcelo Gomes, Carol Minêm
- Move Ya Body: The Birth of House, Regie: Elegance Bratton
- The Klimperclown, Regie: Helge Schneider, Sandro Giampietro
- Hallow Road, Regie: Babak Anvari
- Der Salzpfad, Regie: Marianne Elliott
- Die Farben der Zeit, Regie: Cédric Klapisch
- Spilt Milk, Regie: Brian Durnin
- Ganzer halber Bruder, Regie: Hanno Olderdissen
- Friedas Fall, Regie: Maria Brendle
- Leur enfants après eux, Regie: Zoran Boukherma
- Miroirs No. 3, Regie: Christian Petzold
- Blazing Fists, Regie: Takashi Miike
- Tornado, Regie: John Maclean
- The Life of Chuck, Regie: Mike Flanagan
- Jouer avec le feu, Regie: Delphine Coulin, Muriel Coulin
- I Am Martin Parr, Regie: Lee Shulman
- Die Lautlosen, Regie: Frederik Louis Hviid
- Was uns verbindet, Regie: Carine Tardieu
- The Wig, Regie: Yue Dong

## International Independents
In dieser Filmreihe wurden Produktieon von Independent-Studios gezeigt.
- Omaha, Regie: Cole Webley
- Sulla terra leggeri, Regie: Sara Fgaier
- Cuba & Alaska, Regie: Yegor Troyanovsky
- Lázaro de noche, Regie: Nicolás Pereda
- No Sleep Till, Regie: Alexandra Simpson
- Tale of The Land, Regie: Loeloe Hendra
- Por donde pasa el silencio, Regie: Sandra Romero
- One of Those Days When Hemme Dies, Regie: Murat Fıratoğlu
- Brother Verses Brother, Regie: Ari Gold
- Videoheaven, Regie: Alex Ross Perry
- Suçuarana, Regie: Clarissa Campolina, Sérgio Borges
- Yasuko, Songs of Days Past, Regie: Kichitaro Negishi
- Bluish, Regie: Lilith Kraxner, Milena Czernovsky
- Village Music, Regie: Lina Wong
- Taxi monamour, Regie: Ciro De Caro
- Drunken Noodles, Regie: Lucio Castro
- A Fight That Never Goes Out, Regie: Lauri-Matti Parppel
- Lesson Learned, Regie: Bálint Szimler
- The True Beauty of Being Bitten by A Tick, Regie: Pete Ohs
- Quasi a casa, Regie: Caroline Pavone
- Abel, Regie: Elzat Eskendir
- For Rana, Regie: Iman Yazdi

## Wettbewerb CineKindl
Im Wettbewerb wurden Filme ab 5 Jahren gezeigt und die Langfilme der Reihe waren für den Preis nominiert. Dieser war mit 3.000 Euro dotiert und wurde von der Produktionsfirma megaherz gestiftet. Zusätzlich wurden an zwei Terminen fünf Kurzfilme zusammengefasst.
- Omaha, Regie: Cole Webley
  - Tafiti – Ab durch die Wüste, Regie: Nina Wels
  - Neue Geschichten vom Pumuckl, Regie: Marcus H. Rosenmüller (2. Staffel)
  - Sommercamp, Regie: Mateo Ybarra
  - Vergossene Milch, Regie: Brian Durnin
  - Der Botaniker, Regie: Jing Yi
  - Hola Frida, Regie: André Kadi, Karlne Vézina
  - Das Sommerbuch, Regie: Charlie McDowell
  - Geschichten aus dem Zaubergarten, Regie: David Súkup, Patrik Pašš, Leon Vidmar, Jean-Claude Rozec